# Значущий інший
Значущий інший (англ. significant other) — загальний термін для позначення людини, яка має важливе значення для життя індивіда, наприклад, член сім'ї або близький друг. Термін вперше був використаний американським психіатром, психотерапевтом і психоаналітиком Гаррі Стеком Салліваном.
«Значущий інший» також використовується, як поза гендерний термін для позначення партнера чи партнерки в інтимних відносинах, що не розкриває і не передбачає будь-якої інформації про сімейний статус, близькості взаємин або сексуальної орієнтації.
У цьому значенні термін в англомовних країнах іноді використовується в запрошеннях, наприклад на весілля й офісні вечірки та набуває дедалі більшого поширення серед деяких груп населення, насамперед молоді.